# Zemský okres Labe-Halštrov
Zemský okres Labe-Halštrov  (německy Landkreis Elbe-Elster) se nachází na jihozápadě německé spolkové země Braniborsko. Hlavním městem zemského okresu je Herzberg. Pojmenován je podle řek Labe a Černý Halštrov.

## Historie
Okres vznikl 6. prosince 1993 spojením bývalých okresů Finsterwalde, Bad Liebenwerda a Herzberg, bez obce Schöna-Kolpien.

## Města a obce
Města:
1. Bad Liebenwerda
2. Doberlug-Kirchhain
3. Elsterwerda
4. Falkenberg/Elster
5. Finsterwalde
6. Herzberg (Elster)
7. Mühlberg/Elbe
8. Schlieben
9. Schönewalde
10. Sonnewalde
11. Uebigau-Wahrenbrück

Obce:
1. Crinitz
2. Fichtwald
3. Gorden-Staupitz
4. Gröden
5. Großthiemig
6. Heideland
7. Hirschfeld
8. Hohenbucko
9. Hohenleipisch
10. Kremitzaue
11. Lebusa
12. Lichterfeld-Schacksdorf
13. Massen-Niederlausitz
14. Merzdorf
15. Plessa
16. Röderland
17. Rückersdorf
18. Sallgast
19. Schilda
20. Schönborn
21. Schraden
22. Tröbitz